# Elimia mutabilis
Elimia mutabilis är en snäckart som först beskrevs av I. Lea 1862.  Elimia mutabilis ingår i släktet Elimia och familjen Pleuroceridae.

## Underarter
Arten delas in i följande underarter:
- E. m. mutabilis
- E. m. timidus